# Целестини
Целестини (пол. Celestyny) — село в Польщі, у гміні Малянув Турецького повіту Великопольського воєводства.
Населення — 81 особа (2011).
У 1975-1998 роках село належало до Конінського воєводства.

## Демографія
Демографічна структура станом на 31 березня 2011 року:
|          | Загалом | Допрацездатний вік | Працездатний вік | Постпрацездатний вік |
| -------- | ------- | ------------------ | ---------------- | -------------------- |
| Чоловіки | 38      | 8                  | 30               | 0                    |
| Жінки    | 43      | 13                 | 20               | 10                   |
| Разом    | 81      | 21                 | 50               | 10                   |